# Deto marina
Deto marina is een pissebed uit de familie Detonidae. De wetenschappelijke naam van de soort is voor het eerst geldig gepubliceerd in 1884 door Charles Chilton.